# Harare
Harare (do 1981 Salisbury) – stolica i największe miasto Zimbabwe. Liczba mieszkańców sięga około 1,6 mln, a cała aglomeracja Harare liczy 3 120 917 mieszkańców (dane z 2019). Centrum życia politycznego, kulturalnego i edukacyjnego kraju, a zarazem centrum przemysłu i komunikacyjne. W Harare mieści się siedziba rządu, sądu najwyższego, siedziby lokalnych i zagranicznych firm, korporacji i organizacji pozarządowych.

## Historia
Miasto rozwinęło się z osady założonej 13 września 1890 przez wojskową wyprawę wysłaną przez Cecila Rhodesa, by podbić i zająć Mashonaland, region należący do obecnego Zimbabwe, na rzecz Korony brytyjskiej. Fort został nazwany Salisbury na cześć brytyjskiego premiera – Roberta Gascoyne-Cecila, 3. markiza Salisbury. Z zakończeniem podboju Zimbabwe, w 1897 osada przekształciła się w gminę a w 1935 została proklamowana miastem.
Obszarem tym zarządzali Brytyjczycy, którzy wprowadzili politykę dyskryminacji rasowej. Biały kolor skóry zapewniał udogodnienia w różnego rodzaju świadczeniach np. mieszkaniowych, edukacyjnych.

## Transport
Harare ma dobrze rozwiniętą sieć połączeń drogowych, kolejowych i lotniczych. Posiada regularne połączenia z innymi miastami w kraju, jak i do sąsiednich państw, przede wszystkim do portów morskich w Mozambiku i Republice Południowej Afryki.
Miasto posiada także nowoczesny port lotniczy, zarówno z połączeniami regionalnymi do różnych części kraju, jak i z trasami do wielu krajów świata. Samoloty regularnie latają do Bulawayo, drugiego pod względem wielkości miasta Zimbabwe oraz do turystycznych ośrodków Hwange, Wodospadów Wiktorii i Kariby.
Harare ma rozwniętą komunikację miejską, łączącą centrum z całą aglomeracją miasta. Do niektórych dzielnic prowadzą połączenia kolejowe obsługujące pasażerów w porannych oraz popołudniowych godzinach szczytu.

## Miasta partnerskie
- Buxton, Wielka Brytania
- Cincinnati, Stany Zjednoczone
- Kazań, Rosja
- Lago, Włochy
- Monachium, Niemcy
- Nottingham, Wielka Brytania
- Prato, Włochy

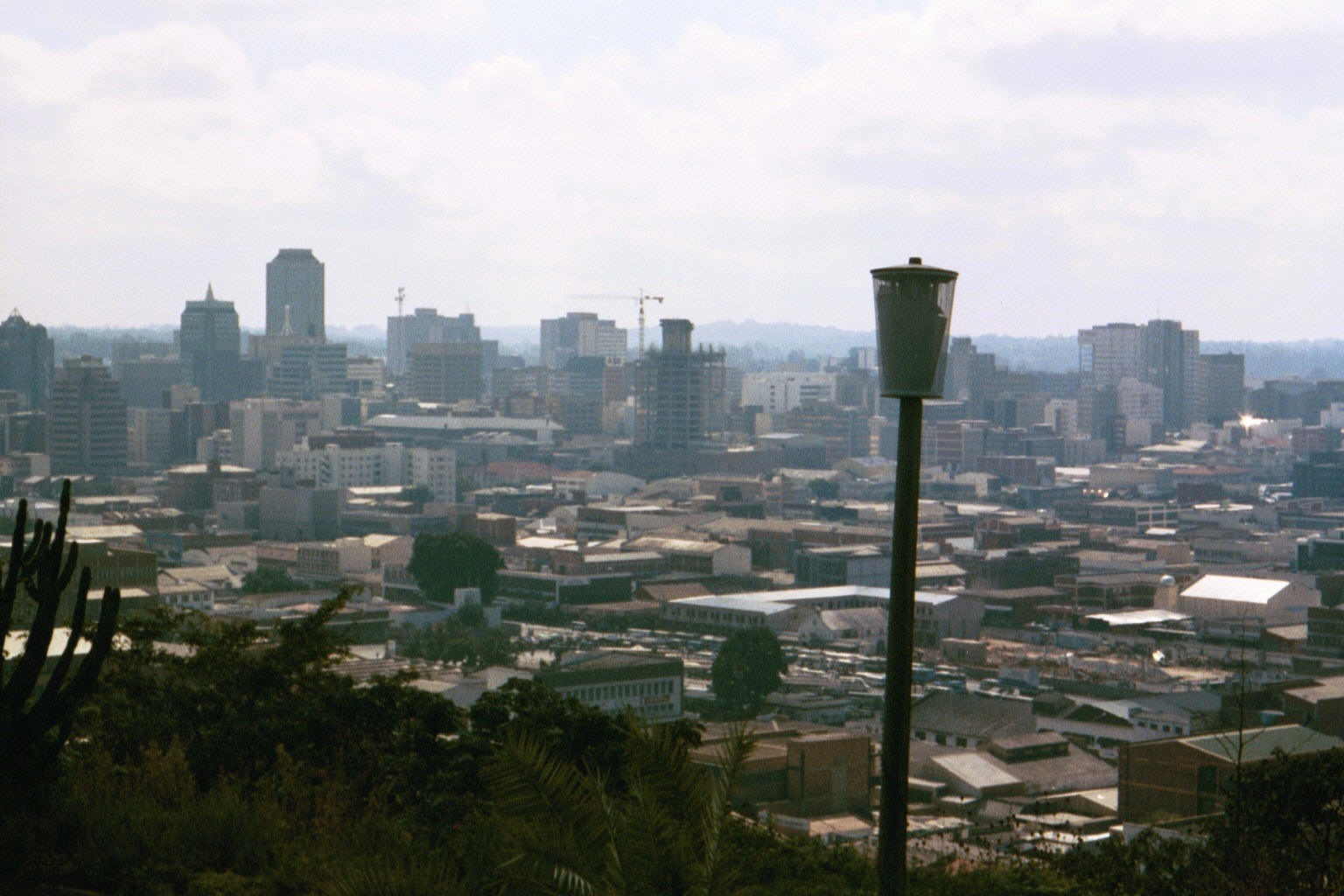
Widok na Harare
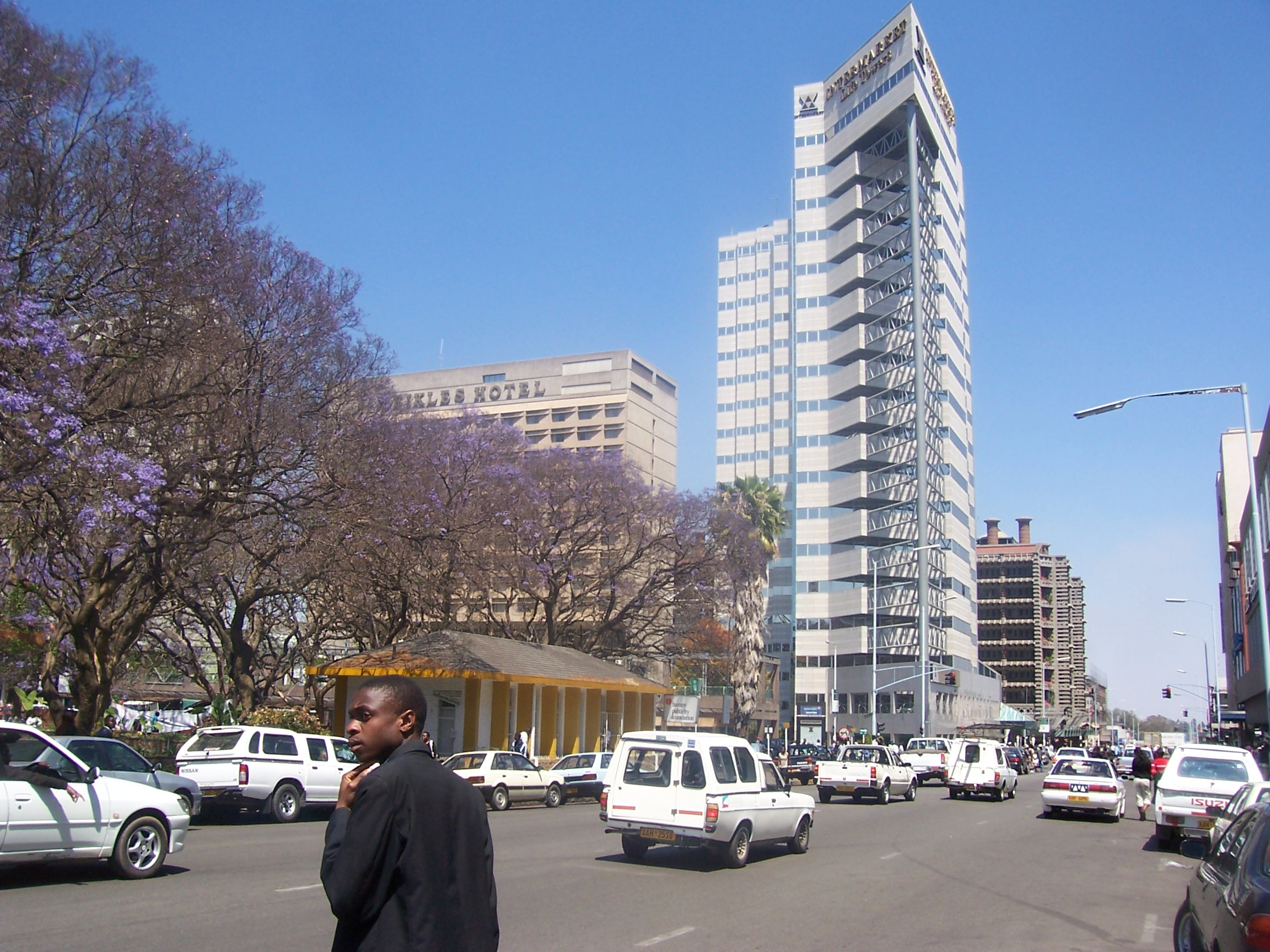
Ulica miasta
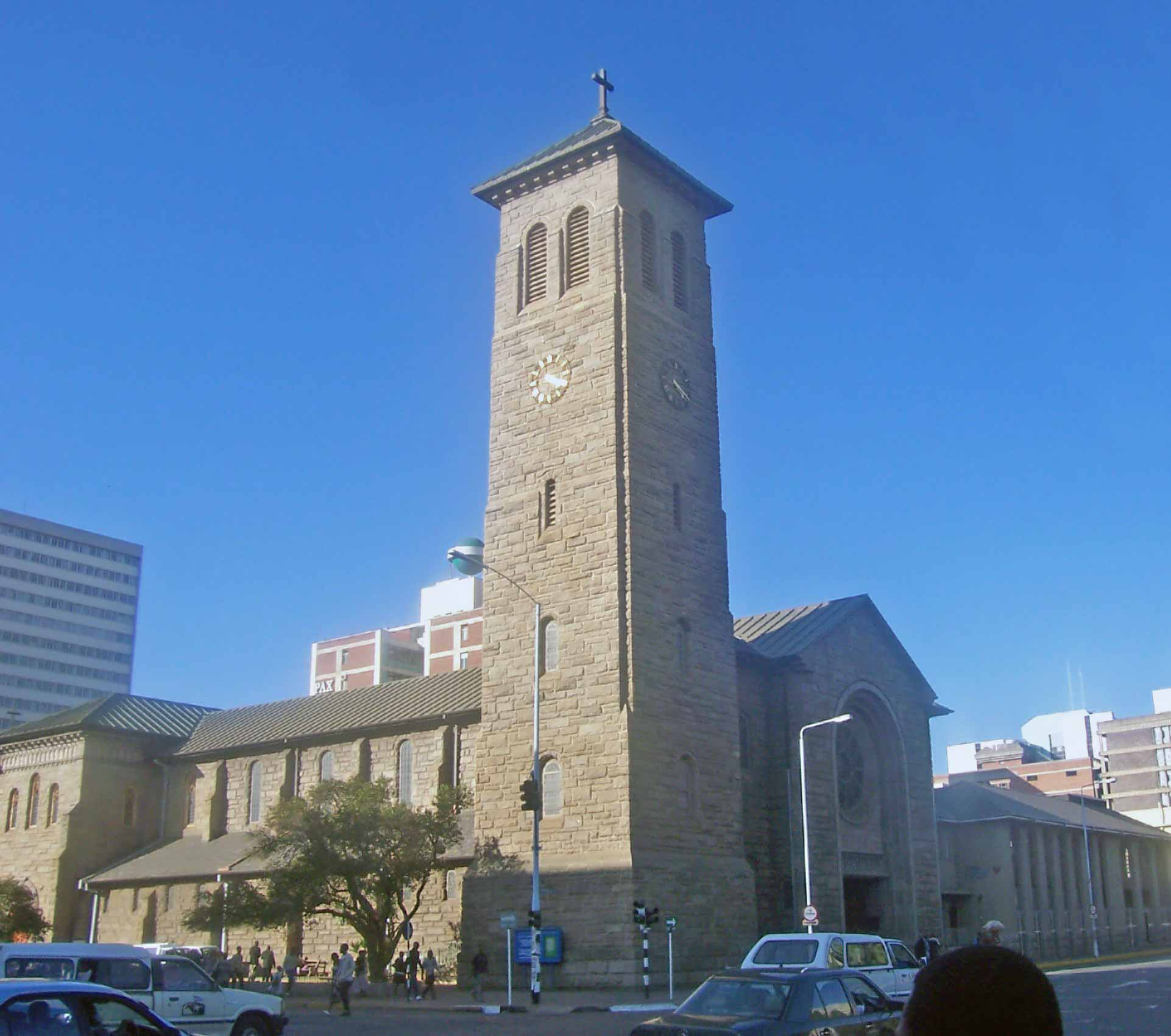
Katedra anglikańska